# Sérèr
I sérèr (scritto anche sérère, serer, serere) sono il terzo gruppo etnico in Senegal, presente anche in Gambia e in Mauritania.
Vivono nella zona centro-occidentale del Senegal, a sud della regione di Dakar adiacente al confine con il Gambia.
Sono, in numero, il terzo gruppo etnico (su sei) del Senegal, dopo i wolof ed i fulani.
Possiedono un tamburo da guerra reale chiamato junjung.